# Badminton FC
Der Badminton Football Club war ein chilenischer Fußballverein aus Santiago. Der Verein wurde 1912 gegründet, 1973 wieder aufgelöst und trug seine Heimspiele im Estadio La Granja aus. Badminton wurde nie chilenischer Fußballmeister, spielte aber von 1933 bis 1949 und der Nachfolgeverein Ferrobádminton von 1950 bis 1964 sowie 1966 in der Primera División.

## Geschichte

### Santiago Badminton (1912–1949)
Der Badminton Football Club wurde am 12. Juli 1912 in der chilenischen Hauptstadt Santiago gegründet. Der Verein gehörte zu den wichtigsten Teams, als der Fußball in Chile an Bedeutung gewann. Als eine von nur zwölf Mannschaften war Badminton im Jahre 1933 Gründungsmitglied der Primera División als höchste Profifußballliga des Landes. In der Premierensaison erzielte Badminton den dritten Platz, einzig hinter dem ersten Primera-División-Meister CD Magallanes sowie Vizemeister CSD Colo-Colo. Nachdem im Folgejahr Platz fünf belegt wurde, konnte der Badminton Football Club die Platzierung von 1933 in der Erstligaspielzeit 1935 wiederholen, als man erneut Dritter wurde. Diesmal trennten den Verein zwei Punkte zum erneuten Meister von CD Magallanes. In jenen Jahren gehörte Badminton zur absoluten Stammbesetzung der chilenischen Primera División, in der der Klub von der Ligapremiere 1933 an bis 1949 ununterbrochen als Badminton FC zu finden war. Allerdings verlor der Verein mit der Zeit mehr und mehr an Klasse, sodass die beiden dritten Plätze 1933 und 1935 vorerst die beiden besten Resultate in der ersten Liga waren. Für Furore sorgte man noch einmal 1939, als man in der ersten Phase der Meisterschaft Platz zwei belegte, nur aufgrund des schlechteren Tordifferenz hinter Colo-Colo, es im weiteren Saisonverlauf aber verpasste, diese Platzierung zu halten. Schließlich landete Badminton auf Tabellenrang sechs. 1941 wurde man gar Letzter der Primera División, da in dieser Spielzeit aber kein Absteiger ermittelt wurde verblieb der Badminton FC in der höchsten chilenischen Spielklasse im Fußball.

### Ferrobadminton (1950–1969)
Im Jahre 1949 fusionierte der immer noch erstklassig spielende Badminton FC mit einem anderen Klub aus Santiago de Chile, mit CD Ferroviarios, zu Ferrobadminton. Ferroviarios selbst spielte in seiner Geschichte zuvor bereits eine Spielzeit in der Primera División, 1934 musste man jedoch sofort wieder absteigen. Nach der Fusion der beiden Mannschaften stellte sich zunächst der alte Erfolg ein, wie ihn der damalige Badminton FC bis Mitte der Dreißigerjahre gehabt hatte. Nach einem siebten Platz 1950 und einem elften Platz 1951 beendete Ferrobadminton die Primera División 1952 auf dem dritten Tabellenrang und holte damit den dritten Platz in seiner Geschichte, wenn man die Historie des einen Vorgängervereins Badminton FC mit einbezieht. Allerdings trennten die Mannschaft diesmal ganze neun Punkte zum neuen chilenischen Meister Everton de Viña del Mar. Und es sollte auch das letzte Aufflackern in dieser Form sein, das Ferrobadminton als Nachfolger des Badminton FC produzierte. In den folgenden Jahren nistete sich der Klub im Mittelfeld der Primera División ein und wandte sich mehr und mehr den Abstiegsrängen zu, denn dem Kampf um die Meisterschaft. 1964 war es schließlich so weit und Ferrbadminton musste erstmals den Gang in die zweite Liga antreten. Vorausgegangen war ein letzter Platz in der Primera División mit zwei Zählern Rückstand auf den ersten Nichtabsteiger CD San Luis de Quillota. Mit der Meisterschaft in der Segunda División 1965 mit drei Punkten vor CD Huachipato wurde aber die sofortige Rückkehr in Chiles Fußballoberhaus realisiert. Mit nur 23 Punkten und einem Punkt Rückstand auf das rettende Ufer musste jedoch auch gleich wieder der Wiederabstieg hingenommen werden.
Von diesem Abstieg erholte sich Ferrobadminton nicht wieder so wirklich. Man verpasste die Rückkehr in die Primera División und musste 1968 gar den Abstieg aus der zweiten Liga hinnehmen. Doch zu diesem Zeitpunkt waren die Tage von Ferrobadminton schon gezählt. Der Verein bestand nur bis 1969, ehe sich die Kopplung wieder löste und sowohl Badminton als auch Ferroviarios wieder eigenständig Fußball spielten.

### Badminton de Curicó
Das letzte Kapitel des Badminton Football Club wurde schließlich ab 1969 geschrieben, als der wieder eigenständige Klub nach Curicó umzog und fortan unter dem Namen Badminton de Curicó fungierte. Dies hielt jedoch nur vier Jahre, denn 1973 wurde der Verein aufgelöst.

## Erfolge
- Primera División B: 1× (1965)

- Torneo de Consuelo del Campeonato de Apertura de Chile: 1× (1933)

- Copa Los Sports: 1× (1924)

## Bekannte Spieler
- Misael Escuti, langjähriger Spieler von Colo-Colo und WM-Teilnehmer von 1962, begann seine Laufbahn bei Badminton und spielte von 1944 bis 1945 in der ersten Mannschaft des Klubs
- Jaime Ramírez, 36-facher Internationaler für Chile und WM-Teilnehmer 1962, spielte bspw. für Universidad de Chile, Colo-Colo und 1946 bis 1947 Karrierebeginn bei Badminton
- Leonel Sánchez, einer der berühmtesten chilenischen Spieler überhaupt, in der Nationalelf und bei Universidad de Chile sehr erfolgreich, Karriereausklang bei Ferrobádminton